# Јужна Кореја на Летњим олимпијским играма 2016.
Јужна Кореја је учествовала на Летњим олимпијским играма 2016. које су одржане у Рио де Жанеиру у Бразилу од 5. до 21. августа 2016. године. Олимпијски комитет Јужне Кореје послао је 204 квалификованих спортиста у двадесет пет спортова. Освојена је двадесет једна медаља од тога девет златних. Стреличари и теквондисти освојили су по пет медаља.

## Освајачи медаља

### Злато
- Ким У-Ђин, Ку Пон-Чан, Ли Син-Јун — Стреличарство, екипно
- Чан Хе-Ђин, Чои Ми-Сун, Ки По-Пе — Стреличарство, екипно
- Пак Санјон — Мачевање, мач
- Ђин Ђонго — Стрељаштво, 50 м пиштољ
- Чан Хе-Ђин — Стреличарство, појединачно
- Ку Пон-Чан — Стреличарство, појединачно
- Ким Со-хи — Теквондо, до 49 кг
- Ох Хери — Теквондо, до 67 кг
- Пак Инби — Голф, женски турнир

### Сребро
- Чон Бо-Кјон — Џудо, до 48 кг
- Ан Ба-Ул — Џудо, до 66 кг
- Ким Ђонг-Хјун — Стрељаштво, 50 м мк пушка лежећи став

### Бронза
- Јун Ђин-Хи — Дизање тегова, до 53 кг
- Гвак Дон-Хан — Џудо, до 90 кг
- Ким Џунг-Хван — Мачевање, сабља
- Ки По-Пе — Стреличарство, појединачно
- Ким Хјон-Ву — Рвање, грчко-римски стил до 75 кг
- Ким Те-Хун — Теквондо, до 58 кг
- Ли Техун — Теквондо, до 68 кг
- Чон Гјон-Ин, Шин Сјон-Чан — Бадминтон, парови
- Ча Дон-Мин — Теквондо, преко 80 кг

## Учесници по спортовима
| Спорт           | Мушкарци | Жене | Укупно |
| --------------- | -------- | ---- | ------ |
| Атлетика        | 10       | 5    | 15     |
| Бадминтон       | 7        | 7    | 14     |
| Бициклизам      | 7        | 2    | 9      |
| Бокс            | 1        | 0    | 1      |
| Веслање         | 1        | 1    | 2      |
| Гимнастика      | 5        | 2    | 7      |
| Голф            | 2        | 4    | 6      |
| Дизање тегова   | 4        | 3    | 7      |
| Једрење         | 4        | 0    | 4      |
| Кајак и кану    | 1        | 0    | 1      |
| Коњички спорт   | 1        | 0    | 1      |
| Мачевање        | 6        | 8    | 14     |
| Модерни петобој | 2        | 1    | 3      |
| Пливање         | 3        | 5    | 8      |
| Одбојка         | 0        | 12   | 12     |
| Рвање           | 5        | 0    | 5      |
| Рукомет         | 0        | 14   | 14     |
| Скокови у воду  | 1        | 0    | 1      |
| Стони тенис     | 3        | 3    | 6      |
| Стреличарств    | 3        | 3    | 6      |
| Стрељаштво      | 9        | 8    | 17     |
| Тековондо       | 3        | 2    | 5      |
| Фудбал          | 18       | 0    | 18     |
| Хокеј на трави  | 0        | 16   | 16     |
| Џудо            | 7        | 5    | 12     |
| 25 спортова     | 103      | 101  | 204    |